# Giovan Battista Moroni
Giovan Battista Moroni (Albino, 1520/1524 – 5 febbraio 1578/1579) è stato un pittore italiano.
Formatosi presso il Moretto, da cui riprende l'intonazione severamente devozionale nei dipinti di soggetto religioso, è famoso soprattutto per l'attività di ritrattista, con dipinti che possono essere definiti «ritratti in azione», con personaggi colti nell'attimo in cui stanno compiendo un gesto, in modo da evitare l'arida fissità del ritratto ufficiale.

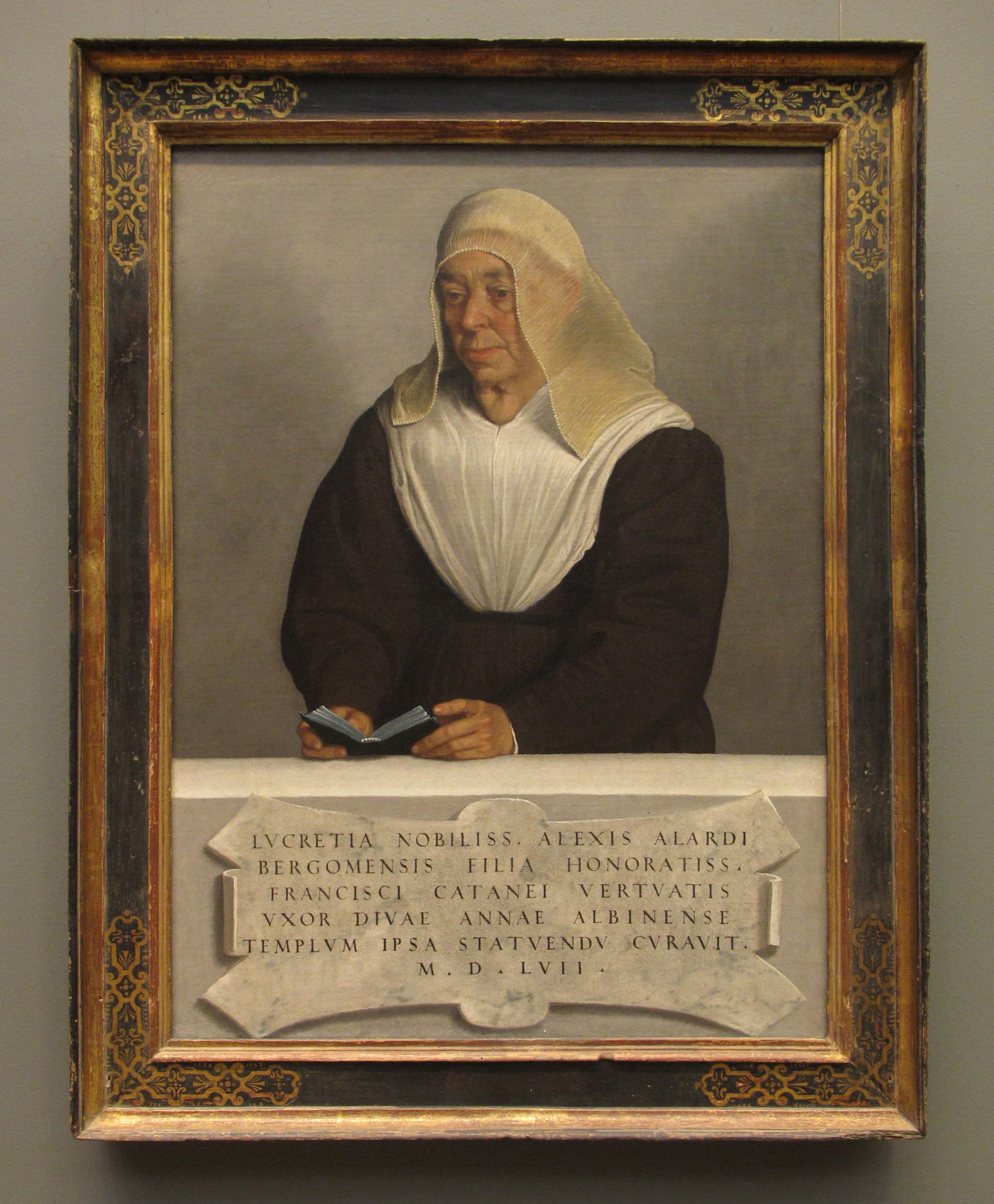
Ritratto della badessa Lucrezia Agliardi Vertova (1490?–1558)

## Biografia
Figlio primogenito di Francesco (1490-...), capomastro e a volte anche progettista, attivo tra Bergamo e Brescia, nipote di Moretto Mori Moroni, e figlio di Maddalena di Vitali Brigati, originaria di una famiglia collaterale a quella di mercanti e possidenti, che darà poi origine alla dinastia dei conti Moroni di Bergamo. 
Non è nota l'esatta data della sua nascita, ma un atto prematrimoniale tra Francesco e Maddalena di Vitale Carrara Briganta dell'11 novembre 1520, che indica una dote di 310 lire (cifra superiore alla media del tempo che si aggirava tra i 250 e 270 lire), e un documento del giugno 1549, dove viene citato come titolare di una procura da parte del padre - per cui doveva aver compiuto già diciotto anni - e tenendo conto della sua attività di pittore indipendente, iniziata verso il 1543, come risulterebbe da un suo taccuino smembrato che raccoglie disegni e conservato dalla Pinacoteca Tosio Martinengo di Brescia, la farebbe risalire intorno al 1522, nella casa dei Moretti nella contrada di via Nova, in prossimità della chiesa di San Giuliano. Ebbe tre fratelli: Antonio nato nel 1533, Margherita e Anna. 
Sposò il 6 ottobre 1556 una certa Bartolomea Piretti, di modeste condizioni economiche, facente parte della media borghesia albinese, dalla quale ebbe quattro figli: Alessandro, Laura, Mario e Francesco.
per esser gran pittor bravo e valente,

El vogio nominar seguramente

che de bona nomea l'ha pieno el tasco;

Ghè dei ritrat, ma in particolar

quel d'un sarto sì belo, e sì ben fato

che 'l parla più de qual si sa Avocato,

l'ha in man la forfe, e vu 'l vede' a tagiar

O in pitura Pitor, che carne impasta

o Bergamasco pien d'alto giudizio

più di così ti non puol far l'offitio:

Ti è Batista Moron, tanto me basta.»
(Marco Boschini, La carta del navegar pitoresco, Venezia, 1660)
La sua formazione artistica inizia, verso la metà il 1530, nella bottega bresciana del Moretto, risulta datato 16 agosto 1532, un contratto di affitto della casa in Albino di cinque anni per il trasferimento dell'intera famiglia nel bresciano, ad Azzano Mella, dove il padre aveva avuto l'incarico di edificare un palazzo per commissione del conte Scipione Martinengo. Sarà questa nuova città a portare al Moroni molta della sua fortuna artistica.
Gian Battista risulta abbia frequentato ancora la bottega del Moretto nel 1543, come testimonia un suo disegno preparatorio alla pala morettiana della Madonna e i santi Gerolamo, Francesco e Antonio per la chiesa di San Clemente di Brescia. Un documento del 1549 cita una collaborazione tra il Moretto e l'ormai emancipato allievo che operava già a Trento verso il 1547, durante il Concilio, a contatto con la corte del Principe vescovo Cristoforo Madruzzo. Non si conosce come il Moroni abbia ricevuto incarichi a Trento, ma si ipotizza che sia stato proprio il Moretto, ormai troppo anziano, a mandare il suo più bravo allievo a Trento; è anche a Orzivecchi e nella sua Albino, per affrescare Palazzo Spini.
È operoso a Bergamo per tutti gli anni Cinquanta, che segnano la maggior fortuna dell'artista, come attestano i numerosi ritratti di esponenti dei circoli aristocratici, intellettuali e politici, spagnoleggianti e neofeudali, della città.
Dagli anni Sessanta la fortuna del Moroni declina di colpo per un decennio, sia per la caduta in disgrazia della più potente, insieme con quella dei Grumello, famiglia bergamasca, gli Albani - allontanata dalla città a seguito di vicende criminose - sia per le nuove tendenze, in materia di arte sacra, della locale Curia, la cui ostilità gli preclude l'accesso alle committenze della nobiltà cittadina, subito adeguatasi al nuovo clima culturale. Pur essendo il Moroni il pittore più valido di tutta la provincia, a Bergamo le committenze importanti vennero infatti riservate a modesti pittori, oggi pressoché dimenticati, come un Gerolamo Colleoni o un Troilo Lupi; così Moroni dovette limitarsi a ritrarre personaggi della provincia bergamasca di mediocre condizione sociale, come un Mario Benvenuti, capitano di milizie mercenarie, Simone Moroni, Bernardo Spini, un Sarto, del mercante albinese Paolo Vidoni Cedrelli o di un agricoltore di Albino suo vicino di casa, e a eseguire pale d'altare per parrocchiali di piccoli borghi, percependo compensi ridotti, spesso dilazionati e a volte persino in natura.
Il suo ritorno ad Albino nella casa di famiglia, significò per l'artista il tornare ad accettare l'autorità paterna che in quel tempo era indiscussa, negli atti notarili usava definirsi Gestore di negozi per conto del padre, ottenendo la completa autonomia economica solo alla morte paterna,.
Tuttavia sembra essersi ben adattato alla nuova condizione, che dalla morte del padre divenne molto più pubblica, e che dovette essere comunque abbastanza redditizia se poté acquistare terreni, essere membro dell'albinese Fraternita della Misericordia e ottenere l'incarico di Console di Albino nel 1571.
Ma il Moroni ottenne un'improvvisa rivalutazione a Bergamo, ai primi anni Settanta, grazie al ritorno, da cardinale, del suo vecchio mecenate Giovanni Gerolamo Albani, che l'artista ritrae in uno dei suoi migliori dipinti.
Negli atti della visita pastorale del cardinale Carlo Borromeo, avvenuta nel 1575, è attestato l'apprezzamento delle sue tele da parte del più influente propagandista della Controriforma come è attestato altresì il mutamento degli indirizzi curiali nella commissione delle pale d'altare, affidate ad artisti, come il Cavagna, lo Zucco e poi Enea Salmeggia, che si ponevano coscientemente sulle tracce del nostro, il quale tuttavia ebbe poco tempo di godere del ritrovato interesse per la sua pittura, essendo venuto a mancare pochi anni dopo.

## Lo stile
Il Moroni fu sicuramente un uomo di poche parole e poco vanitoso. Nelle sue opere il colore grigio è predominante, ed è il colore che maggiormente gli piace e che probabilmente maggiormente vede nel mondo che lo circonda, ritenendolo il colore più vero. Proprio sotto il grigio l'artista vede la realtà, caratteristica predominante nelle sue opere. I personaggi che ha raffigurato pare che avessero di lui massimo rispetto e soggezione, vi è infatti nelle loro espressioni un poco di titubanza e di rispetto verso l'artista. La natura, della cui raffigurazione ha sempre fatto un uso parsimonioso, la rappresenta esattamente come la poteva vedere dalla sua abitazione in Albino, molto fitta di boschi che crescevano in modo disordinato a coprire le rocce delle montagne.

### I ritratti

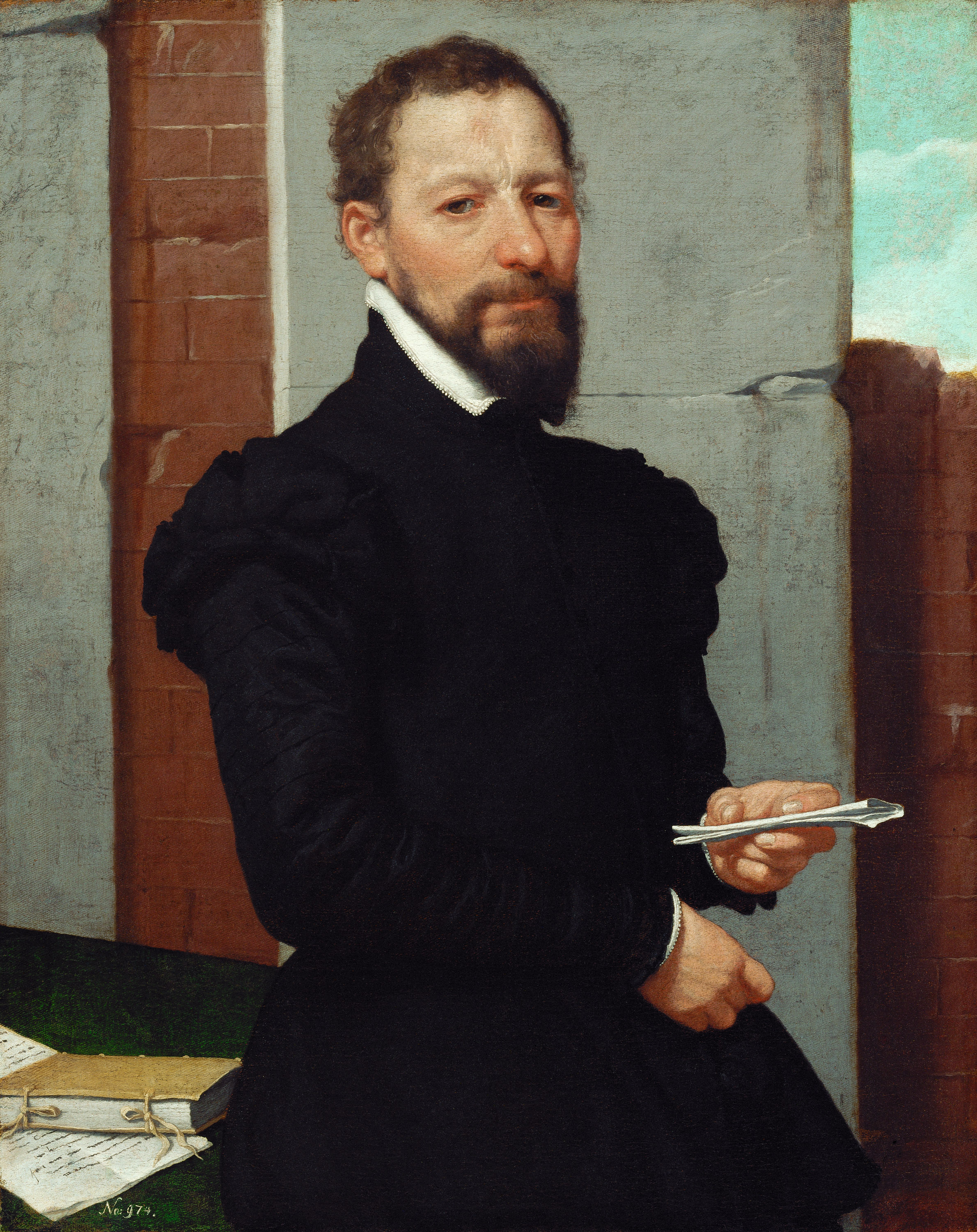
Ritratto di Giovanni Pietro Maffeis, Vienna, Kunsthistorisches Museum

I primi ritratti del Moroni si collocano nel quinto decennio del Cinquecento. In essi non poteva non ispirarsi agli esempi di Lorenzo Lotto e del Moretto, suo maestro.. Lotto era considerato un esempio da Moroni per la sua capacità di approccio informale al soggetto da ritrarre, in modo da poterlo riprendere nella più spontanea intimità; Moretto gli aveva invece fornito i modelli impaginativi e i tagli visuali che dovevano servirgli a ottenere una maggiore verosimiglianza nell'aspetto fisico e nello sguardo degli effigiati.
Nel 1544, la bottega morettiana, quando il giovane Moroni ne era allievo, ricevette una lettera che citava: E io per me son tanto simile a me ne la pittura di voi [...] in somma io per istimarla per il magistero, e non per il suggetto [---] n'ho fatto un presente a lo inclito e singular Duca d'Urbino [...]. E ciò mi è parso per onorar Brescia, spedita da Pietro Aretino, di cui il giovane aveva seguito il ritratto.
Già Carlo Ridolfi, ne Le Maraviglie dell'arte, del 1648, definiva "eccellenti" e "naturali" i personaggi ritratti dal Moroni, volendo indicare lo scrupolo dell'esatta riproduzione dell'effigiato, senza concessioni ad abbellimenti e piaggerie, come del resto il cardinale Paleotti, nel suo Discorso intorno alle immagini sacre e profane del 1582 aveva prescritto, scrivendo che
"...si dovrà curare che la faccia od altra parte del corpo non fosse fatta più bella o più grave da quella che la natura in quell'età ha conceduto, anzi, se vi fossero anco difetti, o naturali o accidentali che molto la deformassero, né questi s'avriano a tralasciare...".
Era questa la determinazione assunta dal Concilio di Trento, che accoglieva, una volta tanto, la scelta nordica e protestante del naturalismo, opposta alla tradizione celebrativa del ritratto italiano. All'epoca, il principe vescovo della città era Cristoforo Madruzzo, ecclesiastico dalle riconosciute abilità diplomatiche, legato all'imperatore Carlo V. Qui, dove era già stato presente negli anni 1545-1546, venne invitato nel 1551 dalla famiglia Madruzzo, per eseguire il ritratto di Gian Ludovico esposto alla National Gallery di Washington e il ritratto dello scultore Alessandro Vittoria, anch'egli legato ai Madruzzo in qualità di committenti. Nel clima internazionale del Concilio, Moroni ebbe modo di conoscere illustri esempi della ritrattistica del tempo, come quelli eseguiti da Tiziano, da Franz Pourbus e da Antonio Moro.
Il Moroni resterà sempre fedele a questa sua convinta adesione naturalistica, non limitandosi alla caratterizzazione individuale ma ricercando una umanità più profonda, fino a trasmettere la verità morale e sociale del personaggio rappresentato. Nel ritratto della poetessa aristocratica Isotta Brembati per esempio, tra i primi del pittore in cui si sono rilevati influssi dei ritrattisti nordici, alla ricchezza dell'abito e dei gioielli si unisce la fermezza dello sguardo che non è interpretabile soltanto come alterigia di un elevato stato sociale ma anche come consapevolezza del proprio valore intellettuale.
Impavidum ferient ruinae, "le sventure mi colpiranno impavido" è scritto nel Ritratto di Michel de L'Hōpital del 1553, per indicare l'integrità del personaggio, ripreso in una posa ferma e molle insieme, quasi a sottolineare la rigorosa duttilità del diplomatico francese. Il dipinto mostra il recupero dei modelli italiani, tanto nell'impostazione che richiama l'Avogadro del Moretto, del 1526, quanto per il naturalismo meno pungente, più adeguato allo spirito dell'aristocrazia lombarda. Un'aristocrazia, quella ritratta dal Moroni, provinciale e da poco giunta al potere, che ha perciò bisogno di acquisire autorevolezza, se non attraverso inesistenti glorie di antenati, almeno grazie a una dignità culturale e morale che si costruisce e si cautela anche con i richiami, attraverso sfondi in rovina ed esplicite sentenze letterarie, con l'inesorabile procedere del tempo che, come esalta il successo e il privilegio, egualmente lo può dissolvere. Tali riferimenti non possono essere pertanto essere interpretati soltanto come un accoglimento delle esigenze borromee dell'austerità della rappresentazione pittorica.
Accanto alle figure aristocratiche compaiono nella ritrattistica moroniana i borghesi, letterati, mercanti e artigiani; questi ultimi, come il famoso Sarto della londinese National Gallery, databile intorno al 1565, sono l'esempio della serietà morale del Moroni, "un quadro come Il sarto è un fatto importante non solo nella storia dell'arte, ma in quella della società italiana: il bravo artigiano, che si è fatta una situazione civile, è ritratto nell'atto di tagliare la stoffa sul bancone e l'espressione del gesto e del volto è seria e pensierosa come quella del gentiluomo che legge le sue lettere o del letterato che interrompe per un momento la lettura e riflette. Essere per sé ciò che si è per gli altri, conoscersi e darsi a conoscere: questo è il principio dell'etica borghese di cui il Moroni è l'interprete nei suoi ritratti lucidi, veritieri e onesti" (Argan), nella realtà il sarto, era un venditore di pannine cioè tessuto di lana venduto a pezzi, infatti il pittore ritrae il gesto del taglio di un tessuto e non nella sua confezione.

### Pittura sacra

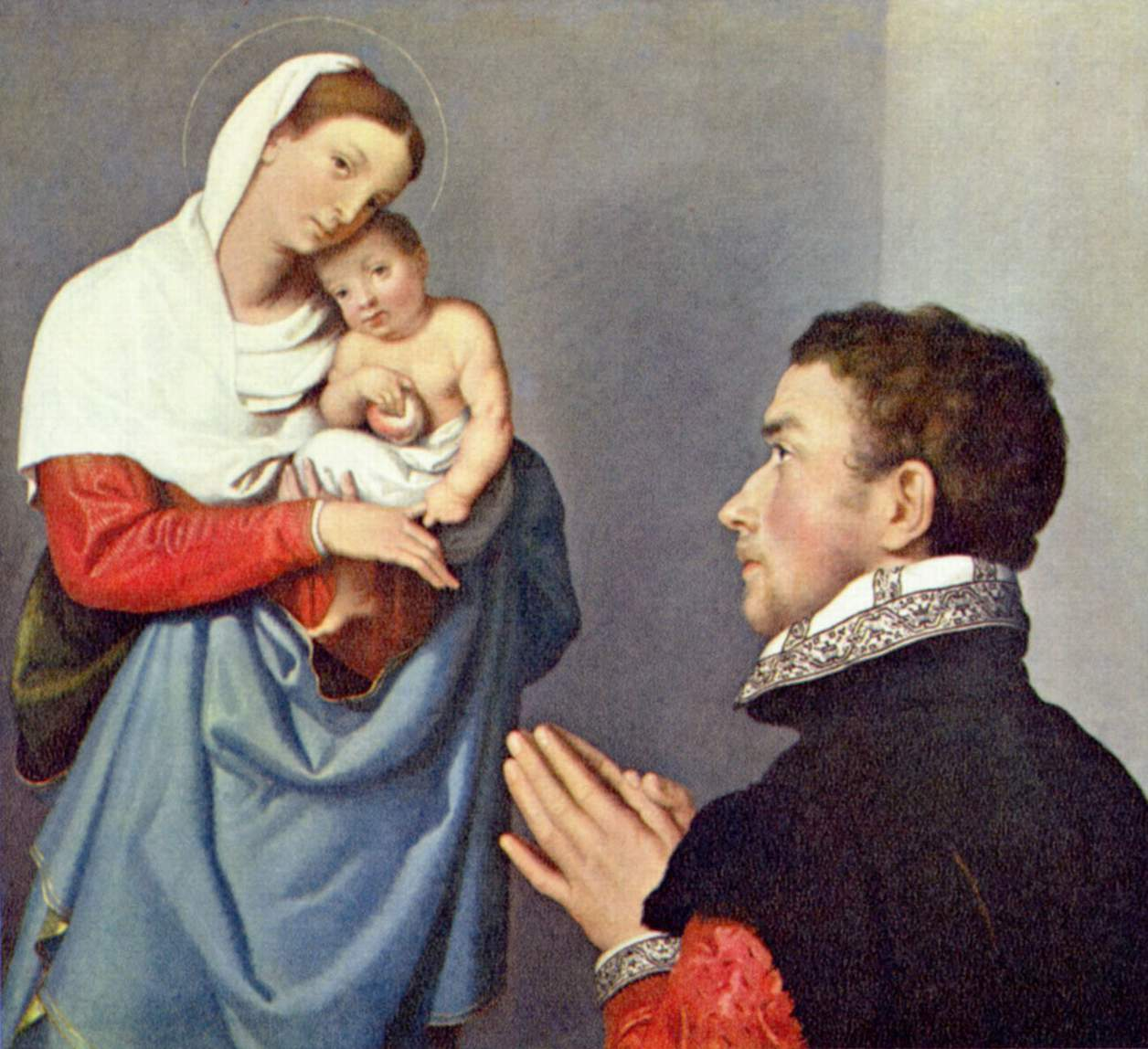
Devoto in adorazione della Madonna e del Bambino, Washington, National Gallery

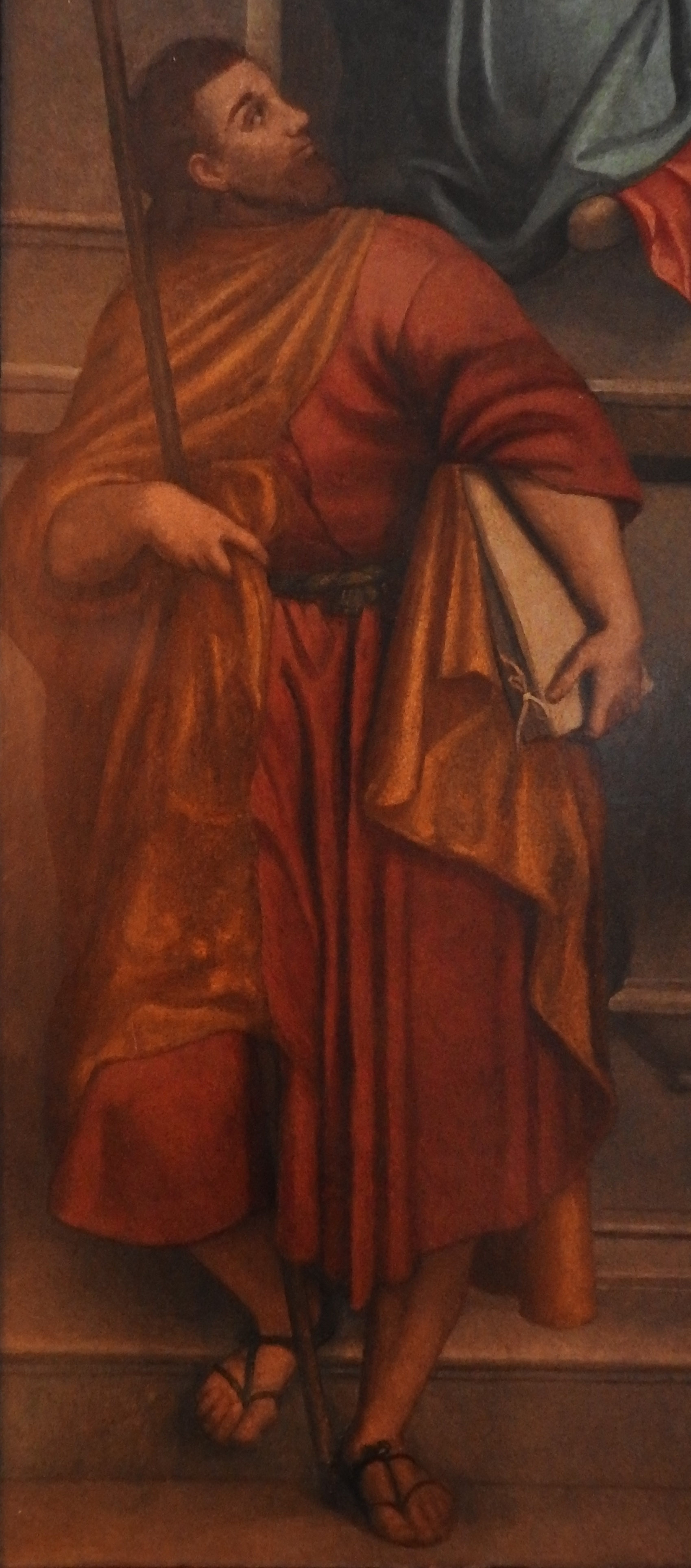
Dettaglio dalla Madonna in trono con Santi Giacomo e Giovanni

Se, in particolare nelle giovanili opere sacre, il Moroni si vale dei modelli del maestro Moretto, la sostanza della sua pittura religiosa mostra la sua attenzione ai primi dibattiti nel Concilio di Trento, ancora volti alla ricerca di un canone comune di cattolici e protestanti dell'immagine religiosa. Così si giustificano le pale di Orzivecchi e di Trento e il Redemptor Mundi dell'Accademia Carrara. Ma del tutto originali sono la Coppia in adorazione davanti alla Madonna col Bambino e San Michele di Richmond o il Devoto in contemplazione del Battesimo di Cristo dove sono stati rilevati riferimenti agli insegnamenti di Ignazio di Loyola, noti a Bergamo dal 1551 - "la composizione consisterà nel vedere, con la vista dell'immaginazione, il luogo fisico dov'è quel che voglio contemplare".
Nell'"esilio" ad Albino negli anni Sessanta, se si accentuano le notazioni veristiche e l'atteggiamento devozionale che doveva essere o ritenere particolarmente caro ai semplici abitanti delle valli bergamasche, si volge tanto all'oratoria sacra gradita da Carlo Borromeo quanto alle tipologie della sacra rappresentazione, inventando infine "un modulo catechistico e didascalico di pala sacra quale si affermerà solo con Ludovico Carracci: che è l'esatto contrario del preteso prevalere della ragion pigra e rivela una partecipazione vigile e sensibile - da intellettuale - a un dibattito non ancora pienamente formato".
Non dunque una semplicità di costruzione dell'immagine che si risolva in arcaismo bigotto, tanto che lo splendido Crocefisso con i santi Bernardino e Francesco della chiesa di San Giuliano ad Albino, "iconam pulchram" per Carlo Borromeo, - i due santi sono inginocchiati ai piedi del Crocefisso, in un paesaggio scuro e boscoso, carico di nubi, ma il perizoma di Cristo si accende improvvisamente d'arancione e svolazza nell'aria ferma, con un effetto d'estraniamento - resta pienamente naturalistico per essere meglio fruibile dalle esigenze della devozione.

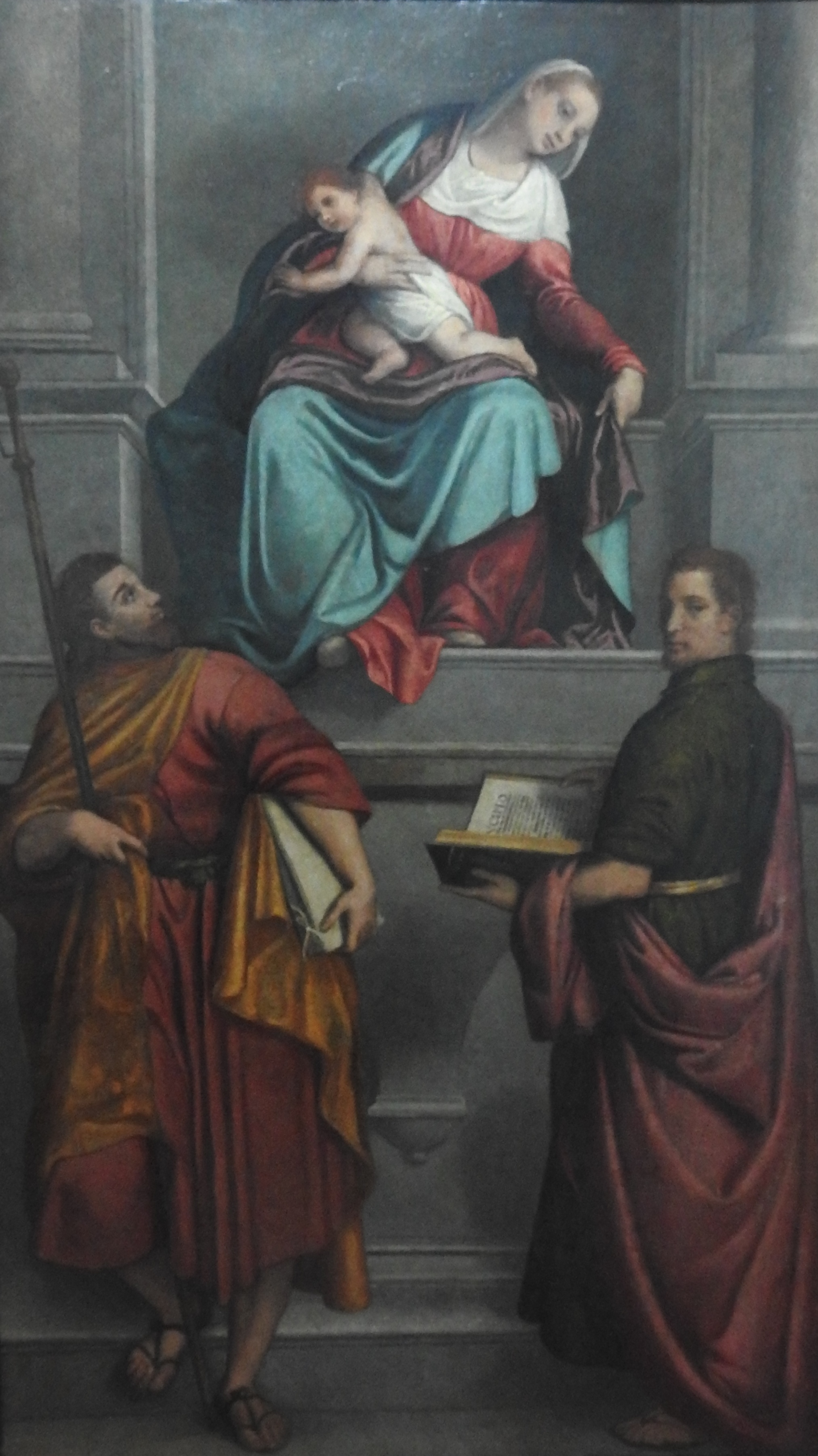
Madonna in trono con il Bambino e i santi Giacomo e Giovanni

Nella Madonna in trono con il Bambino e i santi Giacomo e Giovanni, opera degli anni 1561-62 originariamente situata presso il banco del coro nella chiesa parrocchiale di Santa Maria Assunta e San Giacomo di Vall'Alta di Albino riprende lo schema piramidale del Moretto. L'opera viene citata nel 1700 da Francesco Maria Tassi, "il Vasari dell'arte bergamasca" come "bellissima tavola" nel suo Vite de' pittori, scultori e architetti bergamaschi e da Giovanni Maironi da Ponte nel Dizionario Odeporico o sia Storico-Politico-Naturale della Provincia Bergamasca.
Nella Madonna in gloria e le sante Barbara e Caterina nell'altare maggiore della chiesa di Santa Barbara a Bondo Petello, frazione di Albino, Maria richiama la Madonna Sistina di Raffaello, ma le sante sono vestite in abiti moderni, per mostrare l'attualità del messaggio cristiano, e santa Barbara guarda verso l'osservatore a far da tramite con l'oggetto devozionale.
Nella Deposizione di Cristo, del 1566, commissionata dall'Ordine degli Zoccolanti per la chiesa di Santa Maria delle Grazie a Gandino, si vuole vedere una messa in scena da sacra rappresentazione, ove la rigidità del corpo di Cristo simulerebbe le statue lignee da processione. "Si dirà che qui la Controriforma sillaba parole di catechismo... Gli è che a sillabarle risulta la gente, la più povera gente e l'orazione che ne esce, giusto come il dolore, attinge nella sua umiliata, marmorea fissità, la grandezza di una fede neobiblica..." (Testori, 1978)
Resta il problema di come il Moroni, residente ad Albino negli anni Sessanta, sia stato così puntuale e consapevole dell'orientamento verso la rappresentazione dell'immagine di devozione, dato che le procedure normative, in materia artistica, del Concilio di Trento, concluso nel 1564, procedono dal 1573: si pensa a una "frequentazione di poeti moralisti come Publio Fontana ed Ercole Tassi o di prelati ortodossi come Basilio e Gian Grisostomo Zanchi, o infine di preti albinesi colti e di antica frequentazione romana come Simone Moroni...resta il fatto che per tutti gli anni Sessanta, le sue idee de pictura sacra - devozionale, didascalica, oratoria - non furono affatto condivise dalla Curia di Bergamo, che ne accetterà i moduli solo dopo il decisivo intervento di san Carlo Borromeo nel 1575. Solo allora, negli ultimi tre anni di vita, il Moroni potrà vedere le sue opere accolte con onore nel capoluogo...e si direbbe, visto il carattere tutt'altro che innovativo degli esiti ultimi, che il nuovo clima...gli risultasse estraneo: e questo è il suo singolare destino di pittore sacro, a mezzo tra la rimeditazione realistica di Caravaggio e l'eloquenza oratoria di Ludovico Carracci, tra natura e norma".
È infatti un fallimento, non essendo nelle sue corde la magniloquenza drammatica, l'ultima opera, lasciata incompiuta e ultimata dopo la sua morte da Giovan Francesco Terzi nel 1580, il Giudizio Universale della parrocchiale di Gorlago, ispirato al capolavoro di Michelangelo ma concepita secondo le Instructiones del cardinal Borromeo.
Serve considerare che il Moroni fu un pittore che sapeva dipingeva solo quello che vedeva, e forse riteneva che anche nelle sacre rappresentazioni, la cui esecuzione lo faceva sentire inferiore rispetto ad altri autori, poco servivano personaggi svolazzanti, ma mantenne nella sua arte sacra una raffigurazione molto terrena, rendendo più commovente la raffigurazione sacra che nell'immaginario comune.

## Antologia critica
"La pittura grigia del Moroni, i suoi fondi segati dalla diagonale dell'ombra, la sua secchezza pur sempre dipinta, i suoi bianchi tra gessosi e cinerei, sono tutt'altro che in contrasto col Caravaggio, massime coi suoi esordi. La Maddalena Doria siede nello stesso ambiente, ridotto ma traslucido e schietto, su cui già fondavano parecchi dei ritratti femminili del Moroni. D'altronde, anche nelle sue composizioni sacre - lasciando stare i molti casi in cui si limitò a plagiare il Moretto - ebbe il Moroni talvolta di mira una semplicità che non è soltanto arcaismo o impoverimento bigotto. Brani eccellenti e nuovi sono nella Cena ultima di Romano; nella pala di Parre, il San Paolo, in quello stupendo profilo perduto, va, oltre il Moretto, verso il Caravaggio..." (Longhi, 1929).

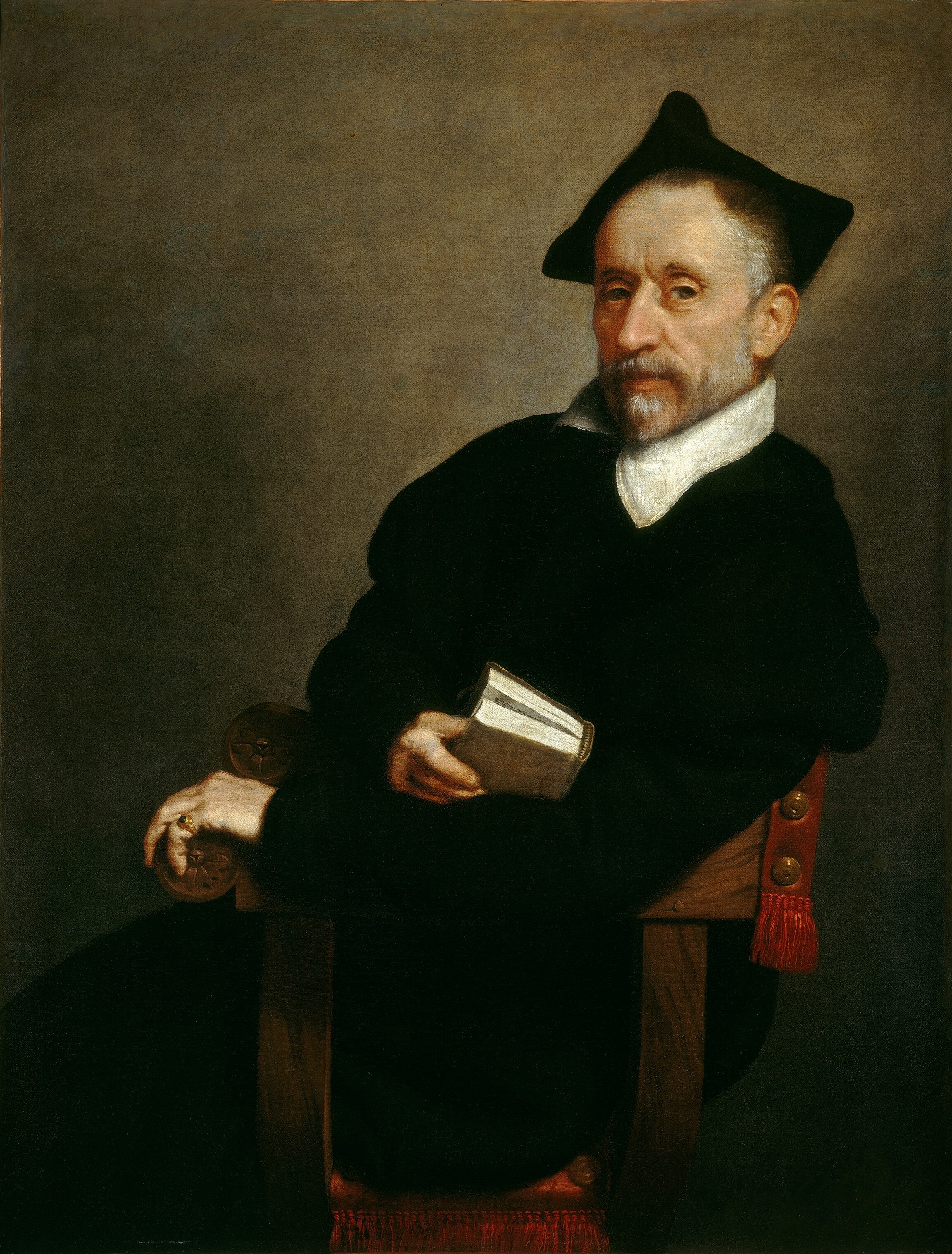
Il maestro di scuola, Washington, National Gallery

"Come nel periodo romantico avvenne che un artista, per la via del ritratto lasciasse a poco a poco le lindure accademiche, ogni giorno rinnovandosi all'osservazione continua di uomini e cose, così nel furoreggiar manieristico il Moroni, osservando e penetrando i suoi svariati clienti del castello, della piazza e del monastero, lasciò le trame abusate del Moretto, i giochi coloristici e i cangiantismi dei manieristi, per guardare con occhi limpidi la verità della vita" (Venturi, 1929).
"La rappresentazione religiosa... è nel Moroni caratterizzata dalla più assoluta assenza di problematicità: è...un'enunciazione tematica della massima semplicità e ortodossia. Il termine realismo religioso a proposito del Moroni non è stato usato, ma esso si presenta con immediatezza alla mente... l'assenza stessa della tensione problematica, che per contro nella pittura religiosa del tempo costituisce l'essenza del manierismo, fornisce queste opere di uno speciale carattere" (Spina, 1966).
"Non c'è dubbio che nei confronti del Buonvicino e degli altri maestri della generazione precedente interessati al fenomeno liministico, la qualità e la funzione della luce sono nel Moroni notevolmente diverse, nel senso che essa è ormai un'entità di cui lo sguardo del pittore, con un rigore intellettuale e selettivo che si esplica anche nell'indagine della realtà, scopre la presenza, ponendola in evidenza nel contesto. Tali risultati rappresentano un passaggio obbligato che si approssima stringentemente...alla visione del Caravaggio" (Gregori, 1979).
Il Savoldo "...studiò degli scorci che, quasi come le coeve anamorfosi (anche se ottenute per via empirica e con una pratica che è all'opposto dell'artificio manieristico) richiedono...uno sforzo di lettura ma che alla fine son ben decifrabili...indica la ricerca di un nuovo metodo trasgressivo di rappresentazione scorciata sulla base di un'indagine diretta ed empirica, quale si addiceva all'approccio al naturale dipingendo senza disegno" (Gregori, 1991).